# Sindromul iradierii acute
Sindromul iradierii acute (cunoscut și sub denumirea de boală de iradiere) reprezintă o multitudine de efecte asupra sănătății cauzate de expunerea la doze mari de radiații ionizante într-o perioadă scurtă de timp. În primele zile simptomele pot include greață, vărsături și pierderea apetitului. Această perioadă poate fi urmată de câteva ore până la săptămâni, cu simptome reduse. După aceasta, în funcție de doza totală de radiații, persoanele pot dezvolta infecții, sângerări, deshidratare și confuzie sau poate exista o perioadă cu câteva simptome. Urmează fie recuperarea, fie decesul. Simptomele pot începe în decurs de o oră și pot dura câteva luni din momentul expunerii.
Iradierea are loc atunci când o mare parte a organismului este expus, în general, unei surse externe (situată în afara corpului), pentru câteva minute și implică o doză totală mai mare de 0,7 Gy (70 rad). În general, aceasta se împarte în trei tipuri: (i) sindromul măduvei osoase (0,7 până la 10 Gy); (ii) sindromul gastrointestinal (10 la 50 Gy); și (iii) sindromul neurovascular (> 50 Gy). Astfel de surse de radiații pot include reactori nucleari, ciclotroni și anumite dispozitive utilizate în tratamentul cancerului. Celulele cele mai afectate sunt, în general, cele care se divid rapid. Diagnosticul se bazează pe istoricul expunerii și simptome. Repetarea hemogramei poate indica severitatea expunerii.
Tratamentul sindromului iradierii acute este în general de îngrijire suportivă. Aceasta poate include transfuzii de sânge, tratament cu antibiotice  sau transplant de celule stem. Dacă materialul radioactiv rămâne pe piele sau în stomac, acesta trebuie îndepărtat. Dacă fost inspirat sau ingerat iod radioactiv, poate fi recomandat tratamentul cu iodură de potasiu. Complicațiile precum leucemia și alte tipuri de cancer printre supraviețuitori sunt gestionate ca de obicei. Rezultatele pe termen scurt depind de doza rezultată în urma expunerii.
Sindromul iradierii acute este – în general – rar. Un singur eveniment poate totuși afecta un număr relativ mare de persoane. Cazuri notabile s-au produs în urma bombardării atomice a Hiroshima și Nagasaki și a catastrofei de la centrala nucleară de la Cernobîl. Sindromul iradierii acute diferă de sindromul iradierii cronice, care apare după expuneri prelungite la doze relativ mici de radiații.

## Semne și simptome

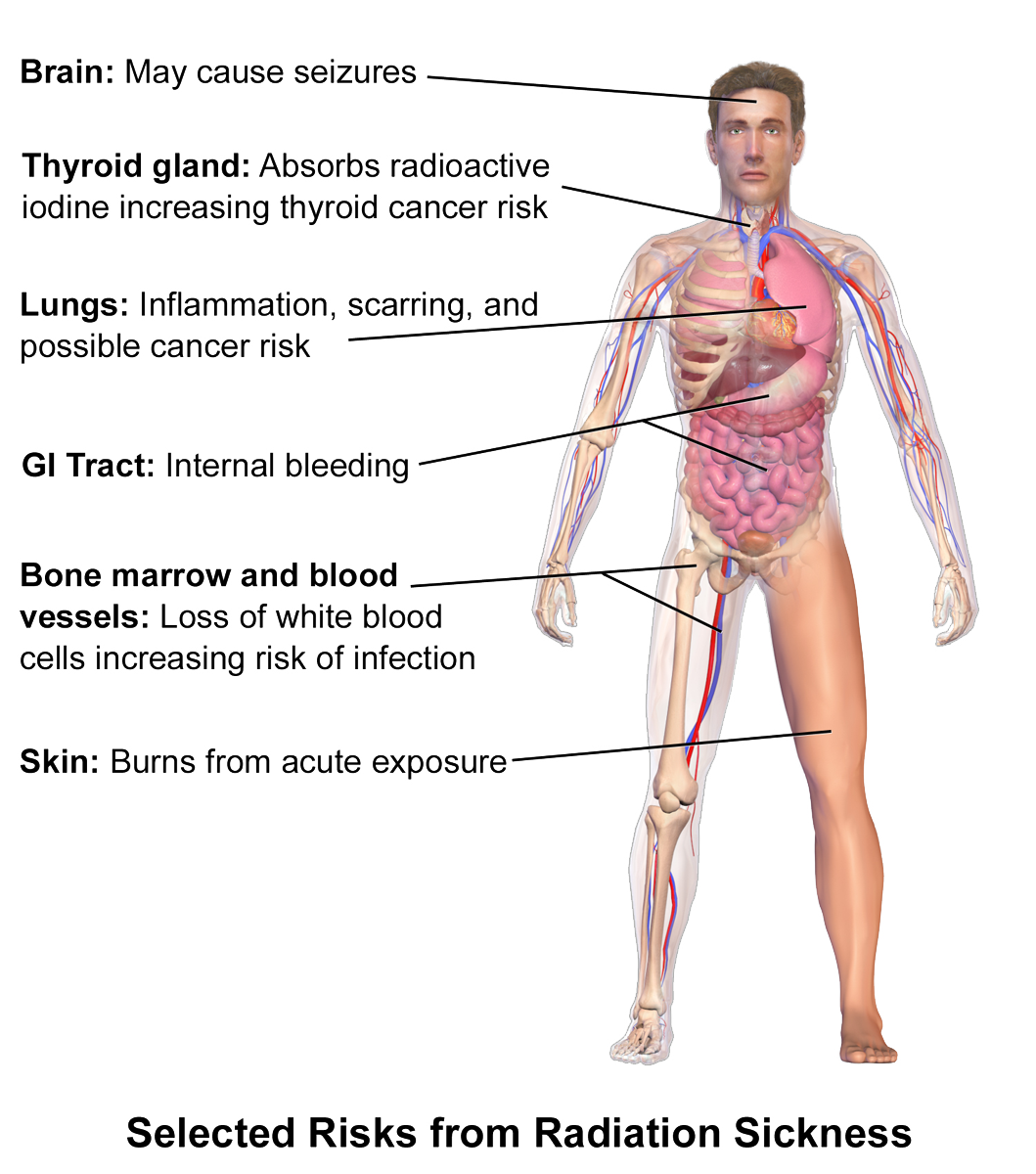
Efecte fiziologice ale radiațiilor ionizante

Sindromul iradierii acute are trei manifestări principale: hematopoietică, gastrointestinală și neurologică/vasculară. Acestea pot fi sau nu precedate de un prodrom. Viteza de apariție a simptomelor este legată de mărimea dozei de expunere, doze mai mari conducând la o declanșare mai rapidă a simptomelor. Aceste manifestări presupun expunerea întregului corp și multe dintre acestea reprezintă indicatori ce nu sunt valabili în absența expunerii întregului corp. Fiecare sindrom necesită expunerea țesutului care prezintă sindromul în sine. Sindromul gastrointestinal nu este detectat dacă stomacul și intestinele nu sunt expuse sursei de iradiere. Se poate vorbi de sindrom:     
1. Hematopoetic. Acest sindrom este marcat de o scădere a numărului de celule sanguine, numită anemie aplastică. Acesta poate duce la infecții datorate unei cantități scăzute de globule albe, sângerări (datorate lipsei de trombocite) și anemie (datorată prea puținelor celule roșii din sânge).[2] Aceste modificări pot fi detectate prin teste de sânge la receptarea unei doze acute totale de 0,25 Gy (25 rad), deși acestea nu pot fi niciodată resimțite de pacient dacă doza este sub 1 Gy (100 rad). Traumele convenționale și arsurile rezultate din explozia unei bombe sunt complicate de vindecarea cu greutate a rănilor provocate de sindromul hematopoietic, ceea ce duce la creșterea mortalității.
2. Gastrointestinal. Acest sindrom apare la doze absorbite de 6–30 Gy (600–3000 rad).[2] Semnele și simptomele acestei forme de leziuni prin iradiere includ greață, vărsături, pierderea apetitului și dureri abdominale.[8] Vărsăturile în acest interval de timp este un marker pentru expunerea întregului corp în intervalul fatal de peste 4 Gy (400 rad). În absența tratamentelor exotice (precum transplantul de măduvă osoasă), mortalitatea este comună în acest interval de doză.[2] Decesul este în general datorat mai curând infecției decât disfuncției gastrointestinale.
3. Neurovascular. Acest sindrom este prezent în mod obișnuit la doze absorbite mai mari de 30 Gy (3000 rad), deși poate apărea la 10 Gy (1000 rad).[2] Apar simptome neurologice, cum ar fi amețeli, dureri de cap sau scăderea nivelului de conștiență, care apar în câteva minute până la câteva ore, în absența vărsăturilor. Este invariabil fatal.[2]

Simptomele precoce ale sindromului iradierii acute includ de obicei greață și vărsături, dureri de cap, oboseală, febră și o scurtă perioadă de înroșire a pielii. Aceste simptome pot să apară la doze de radiație de 0.35 Gy (35 rad). Aceste simptome sunt frecvente pentru multe boli și nu pot, în sine, să indice prezența sindromului iradierii acute.

### Efecte de doză
| Fază             | Simptom                             | Doză absorbită pe tot corpul (Gy)                   | Doză absorbită pe tot corpul (Gy)                                              | Doză absorbită pe tot corpul (Gy)                                                                            | Doză absorbită pe tot corpul (Gy)                                           | Doză absorbită pe tot corpul (Gy)                 |
| Fază             | Simptom                             | 1–2 Gy                                              | 2–6 Gy                                                                         | 6–8 Gy | 8–30 Gy                                                                     | > 30 Gy                                           |
| ---------------- | ----------------------------------- | --------------------------------------------------- | ------------------------------------------------------------------------------ | --- | --------------------------------------------------------------------------- | ------------------------------------------------- |
| Imediat          | Greață și vărsături                 | 5–50%                                               | 50–100%                                                                        | 75–100% | 90–100%                                                                     | 100%                                              |
| Imediat          | Debut                               | 2–6 h                                               | 1–2 h                                                                          | 10–60 min | < 10 min                                                                    | minute                                            |
| Imediat          | Durată                              | < 24 h                                              | 24–48 h                                                                        | < 48 h | < 48 h                                                                      | nu se aplică (pacienții mor în mai puțin de 48 h) |
| Imediat          | Diaree                              | lipsă                                               | lipsă sau medie (< 10%)                                                        | severă (> 10%)                                                                                               | severă (> 95%)                                                              | severă (100%)                                     |
| Imediat          | Debut                               | —                                                   | 3–8 h                                                                          | 1–3 h | < 1 h                                                                       | < 1 h                                             |
| Imediat          | Migrene                             | ușoare                                              | reduse spre moderate (50%)                                                     | moderate (80%)                                                                                               | severe (80–90%)                                                             | severe (100%)                                     |
| Imediat          | Debut                               | —                                                   | 4–24 h                                                                         | 3–4 h | 1–2 h                                                                       | < 1 h                                             |
| Imediat          | Febră                               | lipsă                                               | Creștere moderată (10–100%)                                                    | Moderată spre severă (100%)                                                                                  | severă (100%)                                                               | severă (100%)                                     |
| Imediat          | Debut                               | —                                                   | 1–3 h                                                                          | < 1 h | < 1 h                                                                       | < 1 h                                             |
| Imediat          | Funcțiile sistemului nervos central | nu sunt afectate                                    | afectare cognitivă 6–20 h                                                      | afectare cognitivă > 24 h                                                                                    | pierdere rapidă a conștiinței                                               | tremor, ataxie, letargie                          |
| Perioada latentă |                                     | 28–31 zile                                          | 7–28 zile                                                                      | < 7 zile | absentă                                                                     | absentă                                           |
| Boala            |                                     | redusă spre moderată leucopenie oboseală slăbiciune | moderată spre severă leucopenie purpură hemoragie infecții alopecie peste 3 Gy | leucopenie severă febră puternică diaree vărsături amețeli și confuzie hipotensiune perturbări electrolitice | nausee vărsături diaree severă febră puternică perturbări electrolitice șoc | nu se aplică (pacienții mor în mai puțin de 48 h) |
| Mortalitatea     | Fără îngrijire                      | 0–5%                                                | 5–95%                                                                          | 95–100% | 100%                                                                        | 100%                                              |
| Mortalitatea     | Cu îngrijire                        | 0–5%                                                | 5–50%                                                                          | 50–100% | 99–100%                                                                     | 100%                                              |
| Mortalitatea     | Moartea                             | 6–8 săptămâni                                       | 4–6 săptămâni                                                                  | 2–4 săptămâni                                                                                                | 2 zile – 2 săptămâni                                                        | 1–2 zile                                          |
| Sursa tabelului  |                                     |                                                     |                                                                                | |                                                                             |                                                   |

### Modificări ale pielii
Sindromul de iradiere cutanat se referă la simptomele cutanate ale expunerii la radiații. La câteva ore după producerea iradierii poate apărea o roșeață tranzitorie și inconsistentă (asociată cu mâncărime). Poate apărea apoi o fază latentă ce durează de la câteva zile până la câteva săptămâni, când este vizibilă o înroșire puternică, vezicule și ulcerații ale locului iradiat. În cele mai multe cazuri, vindecarea are loc prin mijloace regenerative; totuși, dozele foarte mari de iradiere a pielii pot provoca pierderea permanentă a părului, deteriorarea glandelor sebacee și de transpirație, atrofia, fibroza, pigmentarea cutanată scăzută sau crescută, respectiv ulcerația sau necroza țesutului expus. În mod special, așa cum s-a observat la Cernobîl, atunci când pielea este iradiată cu particule beta cu energie ridicată, descuamarea umedă și efecte similare timpurii se pot vindeca, dar sunt invariabil de colapsul sistemului vascular dermic după circa două luni, rezultând în pierderea grosimii totale a pielii expuse. Acest efect a fost demonstrat anterior asupra șoriciului de porc folosind surse beta de energie înaltă la Churchill Hospital Research Institute din Oxford.

### Cancerul
În conformitate cu modelul fără prag liniar, orice expunere la radiații ionizante, chiar și la doze mult prea mici pentru a produce orice simptome de boală de iradiere, poate induce cancer datorită leziunilor celulare și genetice. Potrivit ipotezei, supraviețuitorii sindromului iradierii acute se confruntă ulterior cu un risc crescut de apariție a cancerului. Probabilitatea dezvoltării cancerului este o funcție liniară în ceea ce privește doza efectivă de radiații. În cazul cancerului radioindus, viteza cu care progresează afecțiunea, prognosticul, gradul de durere și orice altă caracteristică a bolii nu sunt considerate funcții ale dozei de radiații.     
Cu toate acestea, unele studii contrazic modelul liniar fără prag. Aceste studii indică faptul că unele niveluri scăzute de radiații nu cresc deloc riscul de cancer și că poate exista o doză prag de radiații ionizante sub care expunerea ar trebui considerată sigură. Cu toate acestea, ipoteza „nici o doză nu este sigură” stă la baza politicilor de reglementare a celor mai multe state privind sursele de radiații antropice.     

## Cauza

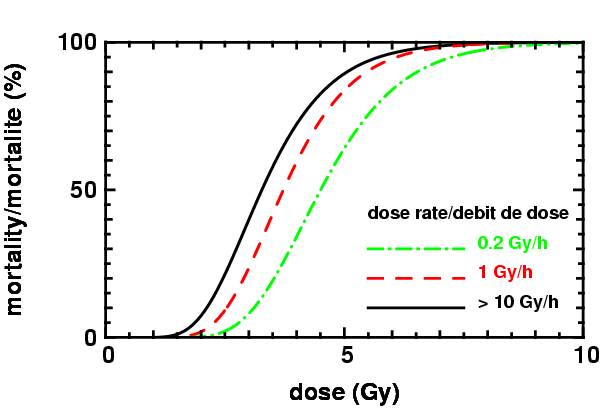
Atât doza cât și debitul dozei contribuie la severitatea sindromului iradierii acute. Efectele fracționării dozelor sau perioadelor de repaus înainte de expunerea repetată, modifică pozitiv valoarea DL50 (doza letală 50).

Compararea dozelor de radiații – include cantitatea detectată în călătoria de pe Terra pe Marte aRAD pe MSL (2011–2013).

Boala de iradiere este cauzată de expunerea la o doză mare de radiații ionizante (> ~ 0,1 Gy) într-o perioadă scurtă de timp (> ~ 0,1 Gy/h). Acest fapt ar putea fi rezultatul unei explozii nucleare, al unui accident de criticitate, al unui accident de radioterapie, al unei erupții solare în timpul călătoriei interplanetare, al plasării defectuoase a deșeurilor radioactive, erori umane într-un reactor nuclear etc. Iradierea acută ca urmare a ingerării materialului radioactiv este posibilă, dar rară; exemplele includ contaminarea lui Leide das Neves Ferreira și otrăvirea a lui Alexander Litvinenko.     
Radiațiile alfa și beta au putere mică de penetrare și sunt puțin probabil să afecteze organele interne vitale din exteriorul corpului. Orice tip de radiații ionizante poate provoca arsuri, dar radiațiile alfa și beta pot face acest lucru numai în caz de contaminare radioactivă, respectiv dacă depunerile radioactive au loc pe pielea sau îmbrăcămintea persoanei. Radiația gama și cea neutronică au un parcurs în strat mult superior și pot pătrunde ușor în corp, astfel încât iradierea întregului corp este provoacă în general înainte ca efectele cutanate să fie evidente. Iradierea gama locală poate cauza efecte cutanate fără nici o boală. La începutul secolului al XX-lea, radiografii au calibrat dozimetrele prin iradierea propriilor mâini și măsurând timpul până la debutul eritemului.

### Zborul în spațiul cosmic
În timpul zborurilor spațiale, în special a zborurilor dincolo de orbita Pământului, astronauții sunt expuși la radiația cosmică și la furtunile solare (bombardament cu protoni). Dovezile indică evenimente cu niveluri de radiații cosmice care ar fi fost letale pentru astronauții neprotejați. Un astfel de eveniment a avut loc în 1859, iar altul a avut loc în timpul erei spațiale, de fapt, în intervalul de câteva luni dintre două misiuni Apollo, la începutul lunii august 1972. Nivelurile de radiație cosmică ce ar putea duce la sindromul iradierii acute sunt mai puțin bine înțelese.

## Fiziopatologie
Cel mai frecvent utilizat predictor al simptomelor iradierii acute este doza absorbită pe întregul corp. Mai multe cantități asociate, cum ar fi doza echivalentă, doza eficace și doza angajată, sunt folosite pentru a măsura efectele biologice stocastice pe termen lung, cum ar fi incidența cancerului, dar nu sunt concepute pentru a evalua sindromul iradierii acute. Pentru a evita confuzia între aceste cantități, doza absorbită este măsurată în gray (în SI) sau rad (în CGS), în timp ce celelalte sunt măsurate în sievert (în SI) sau rem (în CGS): 1 rad = 0,01 Gy și 1 rem = 0,01 Sv.
În cele mai multe dintre scenariile de expunere acută care duc la boala de iradiere, cea mai mare parte a iradierii este produsă de o sursă gama externă asupra întregului corp, caz în care dozele absorbite, echivalente și eficiente sunt egale. Există excepții, cum ar fi accidentele Therac-25 și accidentul de criticalitate Cecil Kelley din 1958, în care dozele absorbite în Gy sau rad sunt singurele cantități utile, datorită naturii direcționate a expunerii organismului. 
Tratamentele de radioterapie sunt în mod obișnuit prescrise în termenii de doză local absorbită, care poate fi de 60 Gy sau mai mare. Doza este fracționată (aproximativ 2 Gy pe zi pentru tratamentul curativ), care permite țesuturilor normale să se supună reparației, permițându-le să tolereze o doză mai mare decât ar fi de așteptat. Doza pentru masa țesutului țintă trebuie să fie mediată pe întreaga masă corporală, dar majoritatea acestuia primește o cantitate neglijabilă de radiații, pentru a se ajunge la o doză absorbită în întregul corp care poate fi comparată cu tabelul de mai sus.     

### Acțiunea asupra ADN-ului
Dozele mari de radiații pot provoca daune ADN-ului. Dacă rămân nereparate, aceste deteriorări pot crea aberații cromozomiale grave sau chiar letale. Prin radioliză, radiațiile ionizante pot produce specii reactive de oxigen, care sunt foarte dăunătoare pentru ADN.
Radiațiile ionizante produc leziuni directe celulelor, cauzând evenimente ionizante localizate și creând grupuri de leziuni asupra ADN-ului. Aceste daune includ pierderea nucleotidelor cu ruperea legăturilor glucofosfat. Dublul-helixul poate fi afectat pe una sau pe ambele sale ramuri. Primul caz este mai ușor de reparat, deoarece există încă o componentă complementară neîntreruptă pentru a fi utilizată pentru replicare. Organizarea ADN-ului la nivel de histone, nucleozomi și cromatină afectează, de asemenea, susceptibilitatea sa la leziuni de iradiere.

## Diagnostic
Diagnosticul se face de obicei pe baza unui istoric al expunerii la doze de radiații semnificative și a rezultatelor clinice adecvate. Un număr absolut de limfocite în hemogramă poate da o estimare brută a expunerii la radiații. Timpul scurs între expunere și starea de vomă poate oferi – de asemenea – estimări ale nivelurilor de expunere dacă acestea sunt mai mici de 10 Gy (1000 rad).

## Profilaxie

### Timp
Cu cât expunerea este mai îndelungată, cu atât doza va fi mai mare. Sfatul din manualul de război nuclear numit „Abilități de supraviețuire în războiului nuclear” (Cresson Kearny) este că – dacă cineva trebuie să părăsească adăpostul – atunci acest lucru ar trebui făcut cât mai rapid posibil pentru a minimiza expunerea.

### Distanță
Creșterea distanței față o sursă de radiații punctuală reduce doza cu pătratul distanței față de punct. Distanța poate fi uneori mărită în mod eficient prin utilizarea de manipulatori. Acest lucru ar putea reduce eritemul degetelor, iar distanța suplimentară de câțiva centimetri față de corp va oferi puțină protecție împotriva sindromului iradierii acute.     

### Ecranare
Materia atenuează radiația în majoritatea cazurilor, așadar plasarea unui strat protector (de ex. plumb, saci de nisip etc) între oameni și sursă va reduce doza de radiații. Ar trebui să se acorde atenție atunci când se construiește ecranul pentru un anumit scop. De exemplu, deși materialele cu număr mare de atomi sunt foarte eficiente în ecranarea fotonilor, utilizarea lor pentru a ecrana particule beta poate cauza o expunere mai mare la radiații datorită producerii de radiații X de tip bremsstrahlung; prin urmare, sunt recomandate materiale cu număr redus de atomi. De asemenea, utilizarea materialului cu o secțiune transversală de activare a neutronilor pentru a proteja neutronii va avea ca rezultat ca materialul de ecranare să devină radioactiv și, prin urmare, mai periculos decât dacă nu ar fi prezent.   

### Reducerea încorporării
În cazul în care există o contaminare radioactivă, o mască de gaz, un filtru de praf sau bunele practici de igienă pot oferi protecție, în funcție de natura contaminantului. Comprimatele de iodură de potasiu (KI) pot reduce riscul de apariție a cancerului în anumite situații, datorită absorbției mai scăzute a iodului radioactiv din mediu. Deși acest lucru nu protejează alt organ decât glanda tiroidă, eficacitatea acestora este încă foarte dependentă de timpul de ingestie, care ar proteja glanda pe o perioadă de douăzeci și patru de ore. Acestea nu elimină sindromul iradierii acute deoarece nu oferă protecție împotriva altor radionuclizi din mediu.

### Fracționarea dozei
Dacă o doză intenționată este împărțită într-un număr de doze mai mici, cu timpul de recuperare între iradiere, aceeași doză totală cauzează o moarte celulară mai redusă. Chiar și fără întreruperi, o reducere a ratei dozei sub 0,1  Gy/h, tinde să reducă moartea celulelor. Această tehnică este utilizată în mod obișnuit în radioterapie.     
Corpul uman conține multe tipuri de celule și un om poate fi ucis prin pierderea unui singur tip de celule într-un organ vital. Pentru multe decese de radiații pe termen scurt (3 până la 30 de zile), pierderea a două tipuri importante de celule care sunt în mod constant regenerate provoacă moartea. Pierderea celulelor care formează celulele sanguine ( măduva osoasă) și celulele din sistemul digestiv (microvilli, care fac parte din peretele intestinelor) este fatală.     

## Administrare

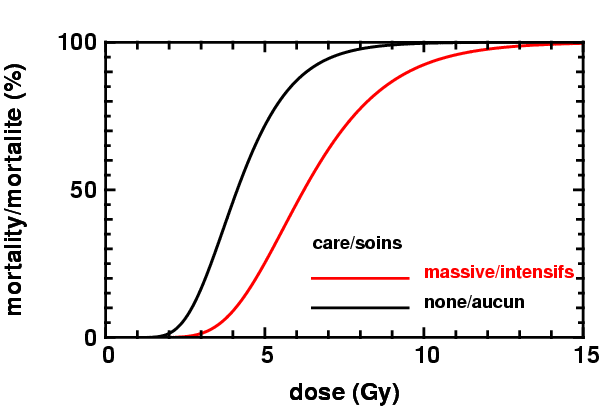
Efectul îngrijirii medicale asupra sindromului iradierii acute

Tratamentul este susținut de posibila utilizare a antibioticelor, a produselor sangvine, a factorilor de stimulare a coloniilor și a transplantului cu celule stem. De asemenea, pot fi utilizate măsuri simptomatice.

## Istoric
Efectele acute ale radiațiilor ionizante au fost observate pentru prima dată atunci când Wilhelm Röntgen și-a supus în mod intenționat degetele la radiații X, în 1895. El și-a publicat observațiile cu privire la arsurile care s-au dezvoltat, deși le-a atribuit greșit ozonului, un radical liber produs în aer de către radiațiile X. Se cunoaște acum că alți radicali liberi produși în organism sunt cu mult mai importanți. Rănile acestuia s-au vindecat în cele din urmă. 
Radium Girls au fost lucrători de sex feminin care au încorporat cantități însemnate de radiu în timpul vopsirii cu vopsea auto-luminescentă, la fabrica Radium din Orange, New Jersey, Statele Unite în jurul anului 1917. 
Ingerarea materialelor radioactive a provocat numeroase cancere radioinduse în anii 1930, dar nimeni nu a fost expus la doze suficient de mari sau la rate destul de ridicate pentru a se produce sindromul iradierii acute. Marie Curie a murit din cauza anemiei aplastice cauzate de radiații, un eventual incident posibil de sindrom de iradiere acută. 
Bombardamentele atomice de la Hiroshima și Nagasaki au condus la doze ridicate de radiații recepționate de un număr mare de japonezi, permițând o mai bună înțelegere a simptomelor și a pericolelor. Red Cross Hospital Surgeon Terufumi Sasaki a condus cercetări intense a sindromului în săptămânile și lunile ce au urmat bombardamentului de la Hiroshima. Dr. Sasaki și echipa sa au fost capabili sa monitorizeze efectele radiațiilor la pacienții de proximitate variind de la explozia in sine, ceea ce a condus la stabilirea a trei etape înregistrate ale sindromului. În 25–30 de zile de la explozie, chirurgul Crucii Roșii a observat o scădere bruscă a numărului de leucocite și a stabilit această scădere, împreună cu simptome de febră, ca standarde de prognostic pentru sindromul iradierii acute. Actrița Midori Naka, care a fost prezentă în timpul bombardamentului atomic din Hiroshima, a fost primul pacient cu sindrom de iradiere acută care a fost studiat extensiv. Moartea ei la 24 august 1945, a fost prima moarte care a fost certificată oficial ca rezultat al sindromului iradierii acute (sau „boala bombei atomice”). 

### Incidente notabile
Există două baze de date importante care urmăresc accidentele de iradiere: ORISE REAC/TS (SUA) și IRSN ACCIRAD (Europa). REAC/TS conține 417 de accidente produse între 1944 și 2000, cauzând aproximativ 3000 de cazuri de sindrom de iradiere acută, dintre care 127 au fost letale. ACCIRAD afișează 580 de accidente cu 180 de decese ARS pe o perioadă aproape identică. Cele două atacuri deliberate nu sunt incluse în niciuna dintre bazele de date și nici nu sunt cuantificate posibilele tipuri de cancer induse de iradierea la doze mici. Cuantificarea detaliată este dificilă și conduce la rezultate confuze. Sindromul iradierii acute poate fi însoțit de leziuni convenționale (precum arsurile) sau pot apărea la o persoană supusă radioterapiei cu o stare preexistentă. Pot exista mai multe cauze de deces, iar contribuția iradierii poate fi neclară. Tabelul de mai jos încearcă să catalogheze câteva cazuri de sindrom de iradiere acută. Multe dintre aceste incidente au implicat decese suplimentare din alte cauze, cum ar fi cancerul, care sunt excluse din acest tabel. 
| An   | Tip                            | Incident                                                   | Cazuri de iradiere acută fatale | Supraviețuitori ai iradierii acute | Locație                                                 |
| ---- | ------------------------------ | ---------------------------------------------------------- | ------------------------------- | ---------------------------------- | ------------------------------------------------------- |
| 1945 | criticalitate                  | Expunerea lui Harry Daghlian                               | 1                               | 0                                  | Los Alamos, New Mexico, SUA                             |
| 1946 | criticalitate                  | Accidentul Pajarito, incluzând expunerea lui Louis Slotin  | 1                               | 2                                  | Los Alamos, New Mexico, SUA                             |
| 1957 | tentativă de crimă             | Tentativă de asasinarea asupra lui Nikolay Khokhlov        | 0                               | 1                                  | Frankfurt, Germania de Vest                             |
| 1958 | criticalitate                  | Accidentul de criticalitate Cecil Kelley                   | 1                               | 0                                  | Los Alamos, New Mexico, SUA                             |
| 1961 | reactor                        | Submarinul sovietic K-19                                   | 8                               | mulți                              | Oceanul Atlantic, la sud de Groenlanda                  |
| 1961 | criticalitate                  | Explozia reactorului experimental SL-1                     | 3                               | 0                                  | NRTS, lângă Idaho Falls, Idaho, SUA                     |
| 1962 | sursă orfană                   | Accidentul de iradiere din Mexico City                     | 4                               | ?                                  | Mexico City, Mexico, SUA                                |
| 1968 | reactor                        | Submarinul sovietic K-27                                   | 9                               | 40                                 | lângă golful Gremikha, URSS                             |
| 1984 | sursă orfană                   | Accidentul de iradiere din Maroc                           | 8                               | 3                                  | Mohammedia, Maroc                                       |
| 1985 | reactor                        | Submarinul sovietic K-431                                  | 10                              | 49                                 | Facilitatea navală Chazhma Bay, lângă Vladivostok, URSS |
| 1985 | radioterapie                   | Accidentul de supraexpunere Therac-25                      | 3                               | 3                                  |                                                         |
| 1986 | reactor                        | Accidentul nuclear de la Cernobîl                          | 28                              | 206–209                            | Centrala nucleară de la Cernobîl, RSS Ucraineană        |
| 1987 | sursă orfană                   | Accidentul de iradiere Goiânia                             | 4                               | ?                                  | Goiânia, Brazilia                                       |
| 1990 | radioterapie                   | Accidentul de iradiere din Zaragoza                        | 11                              | ?                                  | Zaragoza, Spainia                                       |
| 1996 | radioterapie                   | Accidentul de iradiere din Costa Rica                      | 7–20                            | 46                                 | San José, Costa Rica                                    |
| 1999 | criticalitate                  | Accidentul nuclear de la Tokaimura                         | 2                               | 1                                  | Tōkai, Ibaraki, Japonia                                 |
| 2000 | sursă orfană                   | Accidentul de iradiere de la Samut Prakan                  | 3                               | 7                                  | Provincia Samut Prakan, Thailanda                       |
| 2000 | radioterapie                   | Accidentul de iradiere de la Instituto Oncologico Nacional | 3–7                             | ?                                  | Ciudad de Panamá, Panama                                |
| 2004 | tentativă de crimă             | Posibila asasinare a lui Yasser Arafat                     | 1 (în dispută)                  | 0                                  | Palestina                                               |
| 2006 | crimă                          | Asasinarea lui Alexander Litvinenko                        | 1                               | 0                                  | Londra, Marea Britanie                                  |
| 2010 | sursă orfană                   | Accidentul de iradiere Mayapuri                            | 1                               | 7                                  | Mayapuri, India                                         |
| 2019 | sursă radioizotopică de putere | Accidentul de iradiere Nyonoksa                            | ?                               | ?                                  | Nyonoksa, Rusia                                         |

## Alte animale
Mii de experimente științifice au fost efectuate pentru a studia sindromul de radiație acută la animale. Există un ghid simplu pentru estimarea probabilității de supraviețuire/deces la mamifere, inclusiv la oameni, ca urmare a efectelor acute rezultate din inhalarea particulelor radioactive.